# 橋元四郎平
橋元 四郎平（はしもと しろうへい、1923年4月13日 - 2009年8月1日）は、日本の弁護士。最高裁判所判事。福島県田村郡三春町出身。

## 経歴
旧制田村中学、第二高等学校卒業後、戦時中に学徒動員で軍隊に行き、敗戦時は陸軍少尉。東京大学卒業後に故郷の福島県に戻り家業の薬品を手伝っていたが、上京して司法試験を受験し合格。司法修習を終え、1954年に弁護士登録。日弁連事務総長を務めた。
1990年1月に最高裁判事に就任。在任中、1990年衆院選の一票の格差訴訟や横田、厚木両騒音公害訴訟の判決などにかかわった。
1993年4月に定年退官。1995年春の叙勲で勲一等瑞宝章を受章。
1998年宮中歌会始召人。
2009年8月1日午前9時30分、心不全のため東京都港区の病院で死去。86歳没。

## 人物
こけし蒐集家でもあった。全国こけし祭り（鳴子）審査員を長くつとめた。

## 著書
- 『ふくしまのこけし』〈福島文庫43〉福島中央テレビ、1978年。
- 歌集『三春』小沢書店、1996年。
- 歌集『辛夷ひらく』